# Église Saint-Laurent de Ventavon
L'église Saint-Laurent est une église située à Ventavon dans les Hautes-Alpes, en France.

## Histoire
Elle est classée au titre des monuments historiques depuis 1931.